# Treizième gouvernement de Nouvelle-Calédonie
Nouvelle-Calédonie
Martin (VI) Germain (I)
Le treizième gouvernement de la Nouvelle-Calédonie, dit gouvernement Ligeard, est le gouvernement local de la collectivité française de Nouvelle-Calédonie du 16 juin au 16 décembre 2014, sous la 4e législature du Congrès.  
Il est dirigé par Cynthia Ligeard et est le premier gouvernement formé à la suite des élections provinciales du 22 mai 2014, selon une procédure d'urgence décidée par le président du Congrès Gaël Yanno. Comme la quasi-totalité des précédents gouvernements du territoire, il est constitué de 11 membres, soit le maximum prévu par la loi organique relative au territoire.  
Il succède au sixième gouvernement d'Harold Martin.  

## Historique du mandat

### Formation
Le 27 mai, le Congrès a fixé, par délibération, le nombre de membres du nouveau gouvernement à former à 11, soit le maximum prévu par la loi organique, et la date de l'élection est finalement fixée au 5 juin. Dans la foulée de la composition de l'exécutif, celui-ci élit Cynthia Ligeard à la présidence, suivant un « contrat de gouvernance solidaire » signé par les partis non-indépendantistes le 16 mai précédent, par 9 voix sur 11 au premier tour (les 6 non-indépendantistes et les 3 de l'Union calédonienne, les 2 du Parti de libération kanak votant blanc). Toutefois, en raison d'un désaccord entre les indépendantistes de l'UC-FLNKS et Nationaliste d'une part et de l'UNI de l'autre, aucun vice-président n'est alors désigné. De même, ces deux formations s'opposent concernant l'attribution du secteur de la mine, empêchant la distribution entre les membres du gouvernement de l'ensemble des autres secteurs d'animation et de contrôle, jusqu'au 26 juin 2014.  

### Démission
Le gouvernement chute le 16 décembre 2014 du fait de la démission collective des membres issus de Calédonie ensemble et de leurs suivants de liste. Ceux-ci estiment alors que le « Contrat de gouvernance solidaire » qui liait depuis le scrutin de mai 2014 les trois principales formations non-indépendantistes n'a pas été respecté par le Front pour l'unité (FPU), ce groupe ayant la veille voté contre trois projets de lois du pays (néanmoins adoptés grâce à des voix indépendantistes) visant à augmenter les recettes fiscales par la création d'une contribution additionnelle à l’impôt sur les sociétés (CAIS) et d'une contribution calédonienne de solidarité (CCS, équivalent local de la CSG) ou encore l'augmentation de l’impôt sur le revenu des valeurs immobilières (IRVM, taxant les dividendes),. Le gouvernement Ligeard ainsi démissionnaire continue néanmoins par la suite à gérer les affaires courante, le nouvel exécutif élu le 31 décembre 2014 pour lui succéder (et qui comporte exactement les mêmes membres) n'ayant pas réussi à se doter d'un président avant le 1er avril 2015, Calédonie ensemble et le Front pour l'unité se disputant le poste.

## Candidatures et élection

### Listes
Les candidats indiqués en gras sont ceux membres du Congrès, élus en 2014. 

### Résultat
|       | Liste                    | Votes | %     | Sièges au Gouvernement | Détail du vote |
| ----- | ------------------------ | ----- | ----- | ---------------------- | --- |
|       | UC-FLNKS et Nationaliste | 15    | 27,78 | 3                      | Les 15 du groupe UC-FLNKS et Nationaliste (11 UC, 2 Travaillistes, 1 DUS, 1 UC Renouveau)                                            |
|       | Calédonie ensemble       | 14    | 25,93 | 3                      | 14 des 15 Calédonie ensemble |
|       | UNI                      | 10    | 18,52 | 2                      | Les 9 du groupe UNI (8 Palika, 1 UPM) et 1 LKS (Basile Citré)                                                                        |
|       | FPU-EPN                  | 9     | 16,67 | 2                      | Les 8 du groupe du Front pour l'unité-Entente provinciale Nord (6 Rassemblement-UMP, 2 Avenir ensemble), 1 des 15 Calédonie ensemble |
|       | UCF                      | 6     | 11,11 | 1                      | Les 6 du groupe de l'Union pour la Calédonie dans la France (3 MPC, 2 RPC, 1 MRC)                                                    |
| Total | Total                    | 54    | 100   | 11                     | - |

## Présidence et vice-présidence
- Présidente : Cynthia Ligeard
- Vice-président : Vacant

## Composition

### Issus de la liste du groupe Front pour l'unité - Entente provinciale Nord
Les deux élus de cette liste sont membres du Rassemblement-UMP. 
| Personnalité       | Secteurs de compétence | Autres fonctions                                   | Profession                                     | Commune - Province                  |
| ------------------ | --- | -------------------------------------------------- | ---------------------------------------------- | ----------------------------------- |
| Cynthia Ligeard    | Présidente Fonction publique - Sécurité civile Transport aérien international | Ancienne présidente de la Province Sud (2012-2014) | Employée municipale                            | Nouméa et Boulouparis, Province Sud |
| Bernard Deladrière | Santé - Droit civil, des assurances et de l'urbanisme Suivi des Transferts de compétences - Francophonie Construction du Médipôle de Koutio Relations avec les Provinces et communes Simplification administrative Modernisation de l'administration | 3e adjoint au maire du Mont-Dore                   | Diplomate, magistrat Fonctionnaire territorial | Mont-Dore, Province Sud             |

### Issus de la liste du groupe UC-FLNKS et Nationaliste
Les trois élus de cette liste sont membres du Front de libération nationale kanak et socialiste (FLNKS) et de l'Union calédonienne (UC). 
| Personnalité             | Secteurs de compétence | Autres fonctions | Profession                                   | Commune - Province               |
| ------------------------ | --- | ---------------- | -------------------------------------------- | -------------------------------- |
| Gilbert Tyuienon         | Infrastructures publiques Transports aérien domestique, terrestre et maritime - Sécurité routière Suivi du Schéma d'aménagement et de développement « NC 2025 »                             | Maire de Canala  | Fonctionnaire territorial                    | Canala, Province Nord            |
| Jean-Louis d'Anglebermes | Travail et emploi - Dialogue social - Formation professionnelle |                  | Professeur de sciences physiques Agriculteur | Mont-Dore et Païta, Province Sud |
| Anthony Lecren           | Aménagement foncier - Affaires coutumières Écologie - Développement durable Gestion et conservation des Ressources naturelles de la ZEE Suivi des ZODEP - Relations avec le Sénat coutumier |                  | Chargé d'affaires                            | Mont-Dore, Province Sud          |

### Issus de la liste du groupe Calédonie ensemble
Les trois élus de cette liste sont membres de Calédonie ensemble. 
| Personnalité       | Secteurs de compétence | Autres fonctions | Profession                               | Commune - Province             |
| ------------------ | --- | ---------------- | ---------------------------------------- | ------------------------------ |
| Philippe Germain   | Économie - Droit commercial - Fiscalité - Douanes Commerce extérieur - Énergie Questions liées à la Communication audiovisuelle Relations avec le CESE |                  | Consultant industriel, Chef d'entreprise | Nouméa et Farino, Province Sud |
| Thierry Cornaille  | Budget - Logement - Développement numérique Suivi des Questions monétaires - Crédit Relations avec le Congrès Porte-parole                             |                  | Haut-fonctionnaire Gérant de société     | Nouméa, Province Sud           |
| André-Jean Léopold | Enseignement Questions relatives à l'Enseignement supérieur - Recherche Mise en place du Service civique                                               |                  | Cadre de l'enseignement privé catholique | Nouméa, Province Sud           |

### Issue de la liste du groupe UNI
Les deux élues de cette liste sont membres du FLNKS et du Parti de libération kanak (Palika). 
| Personnalité        | Secteurs de compétence                     | Autres fonctions                       | Profession                                                                       | Commune - Province         |
| ------------------- | ------------------------------------------ | -------------------------------------- | -------------------------------------------------------------------------------- | -------------------------- |
| Déwé Gorodey        | Culture - Condition féminine - Citoyenneté |                                        | Enseignante, conteuse en langues kanak Écrivain                                  | Ponérihouen, Province Nord |
| Valentine Eurisouké | Jeunesse - Sports                          | Ancienne maire de Houaïlou (2008-2014) | Fonctionnaire territorial Ancienne responsable de la Mission de la femme du Nord | Houaïlou, Province Nord    |

### Issue de la liste du groupe Union pour la Calédonie dans la France
L'unique élue de cette liste est membre du Mouvement populaire calédonien (MPC). 
| Personnalité | Secteurs de compétence                                                                         | Autres fonctions                              | Profession                                                     | Commune - Province   |
| ------------ | ---------------------------------------------------------------------------------------------- | --------------------------------------------- | -------------------------------------------------------------- | -------------------- |
| Sonia Backès | Protection sociale - Solidarité - Handicap Agriculture, Élevage, Pêche Politique de la famille | Conseillère municipale d'opposition de Nouméa | Informaticienne Fonctionnaire territorial Dirigeante syndicale | Nouméa, Province Sud |